# Steve Carell
Steven John Carell (født 16. august 1962) er en amerikansk skuespiller, komiker, producer og forfatter. Han er særligt kendt for sin tid som korrespondent på The Daily Show og sin hovedrolle i den amerikanske version af tv-serien The Office, for hvilken han både har vundet en Golden Globe og en Emmy Award.
Han har også haft en del store roller på film, bl.a. i Du Almægtige, Evan, The 40 Year Old Virgin, Little Miss Sunshine og Get Smart

## Filmografi i udvalg
- Bruce Almighty (2003)
- Anchorman: The Legend of Ron Burgundy (2004)
- Melinda and Melinda (2005)
- Bewitched (2005)
- The 40 Year Old Virgin (2005), også manuskriptforfatter
- Little Miss Sunshine (2006)
- Evan Almighty (2007)
- Knocked Up (2007)
- Min brors kæreste (2007)
- Get Smart (2008)
- Crazy, Stupid, Love (2011)
- Beautiful Boy (2018)